# Кіх Марія Семенівна
Марія Семенівна Кіх (нар. 4 жовтня 1914, село Новосілки Кардинальські Томашівського повіту Холмської губернії — 9 вересня 1979, місто Львів) — українська радянська громадська діячка. Депутат Верховної Ради УРСР 2—7 скликань, обиралася заступником голови Верховної Ради УРСР. Почесний громадянин міста Львова.

## Біографія
Народилася у бідній селянській родині в селі Новосілках-Кардинальських Томашівського повіту Люблінського воєводства (тепер Польща). З 1928 року працювала в приватних кравецьких майстернях у місті Львові. Була членом Комуністичної Спілки Молоді Західної України, у 1935 році вступила до Комуністичної партії Західної України. 
У жовтні 1939 року обиралася депутатом Народних зборів Західної України. З 1939 року працювала 2-м секретарем Львівського міського комітету комсомолу, була членом ЦК ЛКСМ України.
З 1941 року працювала в Чкаловській області (РРФСР). З 1943 року служила радисткою у партизанському загоні Медведєва.
З 1944 року була 2-м секретарем Львівського міського комітету ЛКСМУ, завідувачем відділу по роботі серед жінок Львівського обласного комітету КП(б)У.
9 лютого 1954 — 1959 року — заступник голови виконавчого комітету Львівської обласної ради депутатів трудящих.
У 1959—1970 роках працювала директором Літературно-меморіального музею Івана Франка. 1967 року сприяла переїздові в Україну Анни Франко-Ключко, організовувала її побут. Знаючи матеріальну скруту сім'ї Ольги Франко (дружини Петра Франка), в якої зупинялась Анна Франко, Марія Кіх організувала їм матеріальну допомогу.
Була головою правління Львівського обласного відділення Товариства радянсько-польської дружби.
Написала спогади «Краю мій возз'єднаний».
Чоловік Микола Максимович був ректором Львівського університету.
Похована на 1-му полі Личаківського цвинтаря.

## Нагороди
- два ордени Леніна (7.03.1960)
- орден «Знак Пошани»
- орден Вітчизняної війни 1-го ступеня
- медалі
- Почесна грамота Президії Верховної Ради Української РСР (6.11.1964)

## Публікації
- Кіх М. С. Краю мій возз'єднаний. — Львів, 1979. — 84 с.